# Paweł Borys
Paweł Borys (ur. 21 lutego 1977 w Jeleniej Górze) – polski ekonomista i menedżer, specjalizujący się w bankowości, rynku kapitałowym i polityce gospodarczej.  Prezes Polskiego Funduszu Rozwoju (2016–2024), przewodniczący rady nadzorczej Banku Gospodarstwa Krajowego (2016–2024), przewodniczący rady Polskiego Instytutu Ekonomicznego.

## Życiorys

### Wykształcenie
Jest absolwentem Szkoły Głównej Handlowej w Warszawie na kierunku Finanse i Bankowość, specjalność międzynarodowe rynki finansowe.
Pracę zawodową uzupełnia badaniami teoretycznymi z zakresu finansów, bankowości i ekonomii. W latach 2001–2005 był pracownikiem Szkoły Głównej Handlowej, gdzie prowadził badania z zakresu teorii konwergencji ekonomicznej i zależności pomiędzy sektorem finansowym oraz rozwojem gospodarczym. Posiada uprawnienia do zasiadania w radach nadzorczych spółek Skarbu Państwa.

### Praca zawodowa
Specjalizuje się w inwestycjach, zarządzaniu, analizach makroekonomicznych, planowaniu strategicznym i finansowym oraz restrukturyzacjach przedsiębiorstw.
Pracę rozpoczął w 2000 roku jako główny ekonomista w Grupie Erste Bank w Polsce. Zajmował się prognozami makroekonomicznymi dla polskiej gospodarki oraz analizami rynków finansowych. Zrealizował z sukcesem projekt wprowadzenia spółki informatycznej na Giełdy Papierów Wartościowych w Warszawie.
Od 2001 roku był szefem działu analiz, zarządzający funduszami, a następnie dyrektorem Departamentu Inwestycji w ramach funduszy inwestycyjnych w Grupie Deutsche Bank – Deutsche Asset Management oraz w DWS – drugiej co do wielkości firmie zarządzania aktywami na świecie. Twórca pierwszego w Polsce funduszu małych i średnich spółek DWS TOP25 oraz pierwszego zewnętrznego indeksu na GPW w Warszawie. Zarządzał programami emerytalnymi dla wiodących polskich instytucji finansowych, takich jak Narodowy Bank Polski oraz GPW w Warszawie. 
Od sierpnia 2005 do kwietnia 2010 roku współtworzył polską firmę specjalizującą się w inwestycjach na rynku private equity i venture capital, pełniąc funkcję wiceprezesa spółki inwestycyjnej i doradczej AKJ Capital S.A. oraz prezesa zarządu spółki AKJ Investment TFI. Zrealizował osiem inwestycji w spółki na różnym etapie rozwoju, w tym przeprowadził kompleksową restrukturyzację firmy logistycznej Grupa Pekaes S.A. notowanej na GPW w Warszawie, realizował inwestycję w spółkę informatyczną CUBE CR S.A. (CUBE ITG S.A., notowana na GPW w Warszawie), w spółkę Mifam SA specjalizująca się w produkcji igieł medycznych oraz wdrażał nową strategię rozwoju firmy SAD Sp. z o.o. przedstawiciela Apple Inc. w Polsce.
Od maja 2010 do kwietnia 2016 roku był dyrektorem zarządzającym w PKO Banku Polskim S.A., odpowiadający za obszar analiz ekonomicznych, strategię i rozwój grupy kapitałowej oraz relacje inwestorskie. Uczestniczył w opracowaniu i wdrożeniu dwóch strategii rozwoju PKO BP S.A., w efekcie których znacząco umocnił on swoją pozycję lidera rynku bankowego w Polsce (o blisko 3 pkt. proc.), unowocześnił standardy działania i wizerunek, wdrożył wiodące rozwiązania technologiczne w obszarze płatności i bankowości elektronicznej oraz uporządkował grupę kapitałową. Prowadził m.in. zakończony sukcesem proces restrukturyzacji Kredobank na Ukrainie, wdrożenie aliansu strategicznego pomiędzy amerykańską firmą płatniczą EVO Payments International, a eService S.A., przejęcie i integrację Nordea Bank Polska S.A., wdrożenie nowego modelu sprzedaży ubezpieczeń w PKO BP S.A., w tym poprzez utworzenie zakładu ubezpieczeń, oraz stworzenie w banku nowej organizacji obszaru analiz ekonomicznych i rynkowych. Członek Komitetu Zarządzania Aktywami i Pasywami. Koordynował proces restrukturyzacji i rozpoczęcia największych polskich inwestycji energetycznych w Opolu, Jaworznie i Kozienicach. W latach 2014–2016 zasiadał w radzie nadzorczej PKO Życie Towarzystwo Ubezpieczeń.
W ramach otwartego postępowania kwalifikacyjnego ogłoszonego 5 kwietnia 2016 roku, Rada Nadzorcza Polskiego Funduszu Rozwoju S.A. podjęła decyzję o powołaniu Pawła Borysa na prezesa Zarządu spółki od 1 maja 2016 roku. W latach 2016–2024 był przewodniczącym Rady Nadzorczej Banku Gospodarstwa Krajowego. Pełni również funkcję przewodniczącego rady Polskiego Instytutu Ekonomicznego. Wszedł w skład rady nadzorczej VeloBank.

## Osiągnięcia zawodowe
Zrealizował reformę polskich instytucji rozwojowych w ramach Grupy PFR z aktywami ponad 300 mld zł.
Jako prezes zarządu stworzył Polski Fundusz Rozwoju, który w ciągu pierwszych 5 lat działalności zrealizował inwestycje i udzielił finansowania o wartości ponad 70 mld zł.
Zainicjował i współtworzył największy w Europie Środkowo-Wschodniej fundusz funduszy private equity i venture capital w PFR Ventures zarządzający aktywami ponad 6,5 mld zł, 45 inwestycjami w fundusze i 350 inwestycjami w start-upy i spółki.
Współtworzył i wdrożył program Pracowniczych Planów Kapitałowych.
Wdrożył program pomocowy dla przedsiębiorstw i pracowników w postaci Tarczy Finansowej PFR, który chronił podczas pandemii 360 tysięcy firm oraz ponad 3,3 mln miejsc pracy.
Jako dyrektor zarządzający odpowiedzialny za strategię i rozwój grupy, współrealizował od 2010 transformację największej polskiej instytucji finansowej PKO Banku Polskiego, której efektem był unowocześnienie jakości usług i marki, innowacje technologiczne (np. wprowadzenie Blik).
Zrealizował jedne z największych transakcji finansowych w Polsce w obszarze fuzji i przejęć (np. nabycie Pekao o wartości 10,6 mld zł), czy emisji obligacji (rekordowa w historii rynku emisja obligacji o wartości 18,5 mld zł przez PFR w związku z COVID-19).
Zarządzał zakończonym sukcesem projektem restrukturyzacji producenta taboru szynowego PESA.

## Nagrody i wyróżnienia
W 2013 roku został uznany za jednego z najlepszych polskich menedżerów przed czterdziestką (według miesięcznika Sukces).
Laureat Nagrody 30-lecia Forum Ekonomicznego w 2021 r. za „bezprecedensowy sukces PFR w działaniach antykryzysowych podczas pandemii Covid-19 oraz udział w stworzeniu koncepcji Grupy PFR – nowoczesnego instrumentu aktywnej polityki gospodarczej rządu”.
Dziennik Gazeta Prawna w swoim rankingu wskazał Pawła Borysa jako osobę numer 1 w polskiej gospodarce w 2020 r., razem z premierem Mateuszem Morawieckim i prezesem Narodowego Banku Polskiego Adamem Glapińskim.

## Życie prywatne
Żonaty, ojciec trojga dzieci. Jest synem Tadeusza Borysa – polskiego ekonomisty specjalizującego się w statystyce, teorii jakości i zrównoważonego rozwoju, oraz Grażyny Borys, zajmującej się naukowo obszarem bankowości i rachunkowości.